# Transportflotte Speer
Transportflotte Speer (TFS) – organizacja paramilitarna i transportowa III Rzeszy, utworzona w 1937 roku z inicjatywy Generalbauinspektora Alberta Speera jako część Organizacji Todt. Zadaniem tej organizacji był transport materiałów budowlanych, drogą morską w czasie przebudowy Berlina. Po inwazji na Norwegię Transportflotte Speer stała się oddziałem wchodzącym w skład Organizacji Todt. Także siedziba TFS została przeniesiona z Berlina do Groningen w Holandii. 
W 1941 flota posiadała ok. 10 tys. personel. Od 1942 roku TFS stała się kolejną ważną organizacją po Transportkorps Speer, ze względu na dostarczanie ważnych surowców z Norwegii do hitlerowskich Niemiec droga morską, takich jak rudy żelaza i materiały budowlane. TFS wspierała Kriegsmarine, podczas inwazji na Danię i Norwegię.

## Stopnie w Transportflotte Speer[4]
- Grosskapitän
- Generalkapitän
- Kommodore
- Stabskapitän
- Kapitän
- Hauptschiffsführer
- Oberschiffsführer
- Schiffsführer
- Hauptbootsmann
- Oberbootsmann
- Bootsmann
- Unterbootsmann
- Hauptmatrose
- Obermatrose
- Vollmatrose
- Matrose